# Batalla de Tlapacoyan (1865)
La Batalla de Tlapacoyan tuvo lugar el 3 de agosto al 22 de noviembre de 1865 durante la Segunda Intervención Francesa en México. La ocupación de Tlapacoyan era parte de una estrategia francesa para apoderarse de la zona de costa, la cual era de suma importancia para el desarrollo de la guerra, ya que era la principal entrada y salida de mercancías, municiones y de efectivos, austriacos al país.

## Antecedentes
Desde fines de 1864, Napoleón III se da cuenta, cada vez con mayor claridad, que el Norte va a ganarle al Sur en la guerra de Secesión en los Estados Unidos, es por esto, y por tener cada vez más conflictos con los prusianos, que le pide al mariscal Aquiles Bazaine que inicie el regreso de tropas. En este momento el número de efectivos extranjeros que cubrían el territorio nacional era de 40,000. Bazaine cumple las órdenes recibidas pero, primero envía a Europa a los generales fieles al emperador Maximiliano. Ya para mediados de 1865 habían salido 12,000 soldados. Como de todos modos era necesario mantener un corredor tanto para recibir avituallamiento y municiones, como para la inminente salida del resto  de los contingentes armados, el alto mando conservador, decidió desde principios de 1865, despejar el camino hacia el Golfo de México en un abanico que abarcara desde el puerto de Veracruz hasta Tuxpan, Es en este contexto en el que se libran las ocho batallas que culminan con la pérdida de Tlapacoyan para los ejércitos republicanos y que gracias a esto pudieron los invasores sentir que tenían el dominio de la "Tierra Caliente".
Al rayar el alba del lunes 6 de febrero de 1865 una fuerte columna de soldados austriacos, al mando del conde Jules de Hasinger empezó a descender lentamente por la colina de Texaxaca. El objetivo del ejército imperial era apoderarse de la villa de Teziutlán. Accidentalmente se encontraba en esa ciudad Fernando M. Ortega, gobernador del estado de Puebla, quien con el coronel Benito Marín, comandante militar de la plaza y el capitán de la Guardia Nacional Nicolás Bello se replegaron al barrio de Ahuateno y acordaron resistir el empuje de los invasores, por lo que convocaron al pueblo a la defensa tocando a rebato las campanas. El dominio de la plaza por parte de los austriacos les costó muchas vidas, entre ellas la del mismo conde De Hasinger. Aquí se acantonaron los austriacos hasta que fue comisionado para continuar el avance el conde de Thun, que llegó con la segunda división para auxiliar a los destacamentos que se encontraban enclavados en esta región de la sierra de Puebla.
El conde de Thun buscó al cacique de la zona, Juan Francisco Lucas, aquel que había ayudado al gobierno de la república con el batallón Zacapoaxtla ese glorioso lunes 5 de mayo de 1862 para que firmarse un armisticio, inicialmente temporal y después definitivo. Logrado esto, sintiendo que ya no tenían que cuidarse las espaldas, concentra sobre la plaza de Teziutlán un gran número de efectivos con los que piensa tomar la villa de Tlapacoyan, puerta de entrada a barlovento.
Por parte de los republicanos, el jueves tres de agosto  de 1865, llegaron a la plaza de Tlapacoyan el coronel Ferrer con 60 hombres del batallón Ligero Llave y algunos elementos de caballería; cuatro o cinco horas después hace su entrada el coronel Pérez con la Guardia Nacional de El Pital y Nautla que seguramente acudieron por el llamado que les había hecho el presidente municipal de Tlapacoyan, Manuel Mendoza Aguilar, quien por cierto era el primer alcalde que tenía la villa. En ese momento, él ya había arengado al pueblo a tomar las armas en contra de los austriacos y a defender al gobierno de la república, por lo que se presenta a las órdenes de los coroneles con un puñado de valientes tlapacoyenses. Sin embargo, seguramente el destacamento invasor enviado cumplía labores de reconocimiento pues esperaron al anochecer para replegarse nuevamente hasta el pueblo de Hueytamalco. MAGRO "Por este hecho localmente se le considera a Manuel Méndoza Águilar como un héroe más de la Defensa de Texcatl, el gobierno de Ofelia Jarillo Gasca implemento la medalla al valor ciudadano en honor al valor de Manuel Méndoza Aguilar y de los voluntarios Héroes desconocidos que se enlistaron en batallón Ligero Llave perteneciente al ejército Republicano Juarista. 

## La Defensa
La defensa mexicana se ubicó en ocho trincheras, que estaban localizadas de la siguiente manera: en Texcatl; otra en El Arenal, donde ahora está el campo deportivo Los Héroes; otra más a una cuadra de distancia, sobre la calle que ahora se llama Héroes y que fue conocida como la trinchera del Salto del Conejo; otra un poco más abajo, en la esquina de Héroes y Rojano, a la que le llamaban El Zapote; otra en Itzapa, una más a una cuadra de distancia de esta, en La Horqueta, localizada en la confluencia de Constituyentes y Gutiérrez Zamora; otra en El Peñascal, y, finalmente, el lugar donde se concentraron los que lograban escapar de las balas extranjeras, un parapeto ubicado frente a la plaza de Armas, nuestro parque central, en la esquina de lo que ahora son las calles de Cuauhtémoc e Hidalgo.

## El Inicio de la batalla
El  jueves 16 de noviembre, a eso de las dos de la tarde, las columnas austriacas, que para ese momento habían aumentado considerablemente por los realistas mexicanos que se les habían unido en el rumbo de Perote y Jalacingo, descendieron acampando en Hueytamalco, Dos Cerros y Tomata; se acercaron a unos 12 kilómetros de la población que era su objetivo y empezaron a preparar el sitio. Para entonces, había transcurrido casi mes y medio sin que se registrara ninguna escaramuza y aunque la población vivía la zozobra natural de un estado de sitio, nadie sospechaba que se aproximaba una gran batalla, en la que se decidiría no sólo el dominio de la plaza de Tlapacoyan, sino el de toda la costa de Barlovento. Es interesante saber que si bien barlovento significa: la parte de donde viene el viento, el gobernador, coronel Francisco de Paula Milán, hombre muy ligado a la historia de San Rafael y amigo de Rafael Martínez de la Torre, tenía la idea de que para procurar un mejor servicio militar en el estado, éste debería dividirse en tres líneas militares: Sotavento, Centro y Barlovento. La primera comprendería los cantones sureños de Minatitlán, Acayucan, Los Tuxtlas, Cosamaloapan, Veracruz, Zongolica y los pueblos de Orizaba y Córdoba. La del Centro correspondería a Xalapa, Coatepec, Misantla, Jalacingo, Huatusco y algunos pueblos de Córdoba y Orizaba; y la tercera correspondería a los cantones de Papantla, Tuxpan, Chicontepec, Tantoyuca y Tampico. 
Albeando el viernes 17 de noviembre, comenzó el descenso de los soldados imperialistas. Bajaron tres columnas que, desplegadas como abanico, sitiaron parcialmente la vill;, una de estas columnas descendió por el cerro de Gentiles, otra por el camino del pequeño volcán de Dos Cerros y una tercera por el de Tomata, lanzándose al asalto a las 7 de la mañana y durante nueve horas. Austriacos y mexicanos combatieron con denuedo. Los primeros, con sus cañones de 8 pulgadas (como eran rayados les daban mayor precisión y tenían un alcance de unos dos kilómetros), hacían cimbrar el suelo y desmoronaban los parapetos de los defensores, quienes apostados en lugares estratégicos pudieron soportar la agresión e incluso repelerla, por lo que al caer la tarde, cuando los invasores se dieron cuenta de que no sería posible tomar la plaza, iniciaron la retirada dejando en el campo 36 muertos, 14 heridos y 24 prisioneros; en tanto que por el lado republicano quedaron 18 muertos y 11 heridos.
Para aprovechar la huida en su favor, Alatorre ordena al Coronel Andrade que persiga al enemigo, que se retiraba por el rumbo de Tomata y que en su huida iba incendiando casas y disparando sobre los vecinos que, curiosos, osaban asomarse. Andrade con 100 hombres del Batallón Ligero Llave y 40 de la Guardia Nacional de TIapacoyan, se dispuso a perseguirlos tal y como se lo habían ordenado. En tanto el general Alatorre, con otros 100 hombres de Zamora y El Pital, hizo un rodeo por las cañadas, pero llegó tarde para prestarle auxilio a las fuerzas de Andrade, que iba recibiendo el fuego de la artillería enemiga de frente, porque esta, aunque iba de huida, siempre se encontraba emplazada en lo alto y a medida que se replegaban, alcanzaban mayores alturas, con lo que aumentaba el alcance de su artillería. La maniobra produjo resultados desastrosos en los republicanos, que tuvieron 44 muertos y 21 heridos, entre ellos 12 de TIapacoyan. Cuando Andrade retrocedía con la tropa diezmada, se les unió Alatorre, quien no había podido llegar a tiempo hasta el lugar donde se desarrolló con mayor intensidad el combate.
Aprovechando que una fuerza había salido a perseguir a los austriacos por el camino de Tomata, otro grupo de imperialistas, pretendiendo tomarlos desprevenidos descendieron por el cerro de Gentiles y atacaron las trincheras de El Zapote y El Arenal. No obstante la fuerza con que cargaron, con un contingente numeroso y artillería, fueron rechazados, dejando 12 muertos y llevándose 7 heridos.
Las lluvias, que normalmente están presentes por estas fechas, llegaron el sábado 18 y aprovechando su intermitencia, Alatorre mandó a recoger los despojos y sepultar a los muertos de ambos bandos, pues el enemigo en su huida, no había tenido tiempo ni para recoger sus cadáveres.
El lunes 20 de noviembre incursionaron los republicanos tiroteando los tres campamentos que tenían los imperialistas establecidos en las cercanías de Tlapacoyan. A las once de la mañana le tocó el turno a la contraofensiva imperialista y de Tomata se desprendió una columna con 400 hombres y una pieza de artillería con la que inició el asedio a la trinchera de Itzapa, apoyada por un batallón de tiradores que prolongaron el asedio durante dos horas y retirándose después, al ver la inutilidad del intento. 
Pensando que sería propicio el ataque, el martes 21 el enemigo descendió simultáneamente en grandes columnas por los cerros de Gentiles y El Chacal, pero fueron repelidos por las avanzadas, quienes estaban atentas a cualquier movimiento enemigo, obligándolos a detener su marcha.
La población se sumó a la defensa, impulsados por el alcalde Manuel Mendoza, quien en un discurso hizo enardecer los ánimos de los lugareños, haciéndoles ver lo importante que era que en esas horas difícile, se encontraran hombres capaces de defender su patria. Al caer la tarde, nuevamente intentaron los imperialistas el asalto y de Tomata salió una columna fuertemente armada que se detuvo a una distancia de tiro de cañón y después de amagar durante una hora, contramarchó.
Ese mismo día, pero ya de noche, un pelotón de soldados imperialistas que se hallaban situados en Eytepeques, probablemente envalentados por una ración de alcohol, atacó Texcatl, que era defendida por Ferrer, Acuña, Ortega, López Limón y 120 hombres de tropa; después de media hora dejó de hostilizar al parapeto republicano y regresó al sitio donde estaban acantonados.

## La Batalla de Tlapacoyan
Aunque el ejército imperialista tenía sitiada la población desde hacía varios días y contaba con fuerzas de las tres armas que sumaban más de 2,500 soldados entre austriacos y simpatizantes de la causa del emperador, esa madrugada recibió de Teziutlán un refuerzo de 500 infantes, por lo que contaron con 3,000 soldados contra sólo 500 republicanos, lo que los indujo a pensar que era el momento de asaltar la plaza, pues no sería fácil que se presentara una mejor oportunidad. Así que una columna situó su artillería en las partes más altas e inició el fuego a las 6 de la mañana sobre la trinchera de Texcal, y otra sobre la de Itzapa, mientras dos más hacían lo propio sobre las de El Zapote y El Conejo.
Las trincheras fueron reforzadas con los voluntarios de Tlapacoyan, quedando los defensores distribuidos como sigue:
—La trinchera de Itzapa, con 60 hombres, estuvo a cargo del capitán Bernabé Valdez y 20 voluntarios de Tlapacoyan.
—La trinchera de El Peñascal, con 20 voluntarios y 50 hombres de la fuerza regular, a cargo del capitán Pascual Arriaga.
—En la trinchera de Texcal, el coronel Manuel Alberto Ferrer, y el comandante Cenobio Rojano, con 80 hombres de la fuerza regular y 40 voluntarios, con 2 obuses que estaban asistidos por el comandante Vicente Acuña, el capitán López Limón y los subtenientes Rodríguez, y Jiménez.
—La trinchera de El Arenal, a cargo del comandante Antonio Amaro, con 100 hombres y 30 voluntarios.
—La trinchera de Salto del Conejo, a cargo del coronel Manuel Andrade y del subteniente Antonio Oltela, con 30 voluntarios, 30 Regulares y el resto de la fuerza.
—La trinchera de El Zapote, a cargo del capitán Juan Mejía, con 50 hombres y 20 voluntarios.
—La trinchera de La Horqueta, (donde aún hoy existe una ermita), a cargo del general Ignacio R. Alatorre, con 130 hombres, y que era donde tenía establecido su puesto de mando, con el resto de la gente.
El enemigo cargó simultáneamente y con gran vigor contra todos los puestos, obligando a ceder ante su acometida primero a la trinchera del Peñascal, donde el enemigo se parapetó y emplazó la artillería para bombardear el puesto de Texcal, haciendo lo mismo después sobre la trinchera de Itzapa, mientras los soldados que habían descendido por Gentiles, arreciaban su ataque sobre los puestos de El Arenal y de El Zapote.
Como es sabido, la artillería obliga a replegarse y al suspender el bombardeo, la infantería va tomando los sitios que fueron desalojados, así, ocho piezas de artillería inician esa mañana su ataque sobre Texcal, con tan mala suerte, para las armas republicanas, que uno de sus dos obuses quedó destruido. El coronel Ferrer, junto con los hombres que estaban en la trinchera de Texcal soportaban el bombardeo que recibían de los austriacos, pero al caer la trinchera de El Peñascal, arreció y con más precisión el cañoneo a la trinchera de Texcal y de esta manera les fueron derribando las improvisadas barricadas que habían construido con trozos de madera y peñascos, por lo que envió a Rafael Ortiz como correo al puesto de mando de Alatorre, pidiéndole auxilio. Alatorre, al comprender que la batalla estaba perdida se había puesto en marcha hacia El Jobo, cuando fue interceptado por Rafael Ortiz, y envió al coronel Ferrer esta respuesta:

"dígale a Ferrer que se defienda como pueda, y que si muere en esta lucha, yo me encargaré de decirle al mundo que murió como un héroe”.

Ortiz ya no pudo regresar a dar tan angustiosa noticia, porque para entonces los parapetos de El Arenal y El Zapote habían caído y Ferrer era atacado por los cuatro costados, estaba casi al descubierto, porque la artillería enemiga emplazada en El Peñascal y la del camino de Teziutlán les habían derribado toda la defensa con que contaban.
Según el informe rendido mucho tiempo después por Alatorre, el saldo de supervivientes en la trinchera de Texcal fue el siguiente: de los 120 hombres de la Guardia Nacional y voluntarios de Tlapacoyan que defendían la trinchera de Texcal sólo quedaron con vida once personas: el Comandante Vicente Acuña, con un brazo despedazado por la metralla; el Capitán López Limón, el subteniente Rodríguez y ocho elementos más. A esté Hecho se le conoce como Batalla de Texcatl.
Al ver Alatorre que la batalla estaba perdida, se retira de la trinchera de La Horqueta (cuya ubicación hoy en día sería cercana al colegio Ruiz Cortines); sin embargo, espera que lleguen los soldados que se batían en retirada, reúne unos 40 hombres y deja al capitán Aguirre con el mando de esa tropa. Él continúa hasta la hacienda de El Jobo, de allí se va a Ixcacoaco (que en aquel entonces, era la congregación más importante y poblada de las que pertenecían a Tlapacoyan), donde permaneció con la idea de llevar al cabo un contraataque, reuniendo a su gente y enviando correos a Papantla, a Tuxpan, así como a la Línea de Veracruz a Xalapa, que cubría el coronel Honorato Domínguez, para solicitar ayuda.
Pero esta batalla perdida había aniquilado momentáneamente la velocidad de respuesta del ejército republicano y pasan 26 días sin que pueda aglutinar un contingente importante, por lo que en la madrugada del domingo 17 de diciembre, el capitán austriaco Hammerstein le da un "albazo", ocasionándole una verdadera derrota en la que le hicieron al capitán Aguirre 18 prisioneros con sus fusiles y le quitaron dos banderas, gran cantidad de parque, una caja con 600 pesos fuertes, caballos y acémilas de carga, por lo que se vio obligado a pedir una tregua al enemigo por ocho días en la que se comprometía a entregar toda la línea hasta Misantla pasado el plazo; antes no, porque argumenta que si queda sin guarnición la plaza de Misantla, podrían volver los indios —que ya antes se habían levantado en armas— a cometer tropelías. Finalmente se ve obligado a entregar la plaza a los imperialistas el jueves 21 de diciembre y se retira a la hacienda de El Rincón, cercana a Papantla, donde sufre una nueva y terrible derrota que lo hizo capitular en definitiva, en unión del general Muñoz, autoridad política de Barlovento, y se ve obligado a firmar ante la presencia del Conde de Thun y el Comisario Imperial Galicia el pacto en Papantla. Así cayó la Línea de Barlovento, quedando únicamente al sur de ella, sobre las armas, el coronel Honorato Domínguez, comandante de la Línea de Veracruz a Xalapa con matriz en la fortaleza de San Carlos.

## Consecuencias
Cabe hacer notar que el triunfo de Tlapacoyan para los austriacos tuvo tal resonancia que se dio a conocer en el extranjero y que motivó que el 9 de diciembre de 1865, en cumplimiento al decreto del 6 del mismo mes, expedido por la Gran Cancillería de las Órdenes Imperiales, fuesen condecorados por orden de S.M. el emperador, los jefes y oficiales y algunos realistas que tomaron parte en el combate. La acción de Tlapacoyan arrojó un saldo de 86 austriacos muertos, entre ellos el teniente Read, 29 heridos, incluyendo a Rausther, y por parte de los republicanos, entre muchos otros murieron el coronel Manuel A. Ferrer, el comandante Cenobio Rojano, el subteniente Jiménez, los capitanes Bernabé Valdez, Pascual Arriaga, Juan Mejía y Antonio Amaro. El total de muertos mexicanos fue de 268 y de 82 heridos, más 202 prisioneros. Aunque contando las bajas de los voluntarios de la población resultaron muertos 268, lo que arroja un total de 552 bajas del lado de los defensores de Tlapacoyan.